# Cricetídeos
Cricetídeos (em latim: Cricetidae) é uma família de roedores pertencente à Superfamília Muroidea. Nela se incluem os hamsters, lemingues, ratos e os arganazes, entre outros. Contendo 5 subfamílias, 112 géneros e cerca de 580 espécies, esta é a segunda maior família de mamíferos.

## Taxonomia
O termo Cricetidae já passou por várias mudanças e os membros atuais da família às vezes são agrupados na família dos Muridae, juntamente as outras subfamílias de murídeos. 
Muitas outras famílias e subfamílias já foram indevidamente incluíndas no âmbito dos Cricetídeos, como por exemplo os: Calomyscinae, Gerbillinae, Lophiomyinae, Myospalacinae, Mystromyinae e Platacanthomyinae. No entanto, houve estudos moleculares que  demonstraram que as famílias abaixo listadas foram um grupo monofilético e que outros animais não devem ser incluídos entre os Cricetídeos.

## Subfamílias
- Arvicolinae
- Cricetinae
- Neotominae
- Sigmodontinae
- Tylomyinae